# Menumoruto
Menumoruto (em latim: Menumorutus; em búlgaro: Меноморут; em húngaro: Ménmarót) foi governante dos territórios entre os rios Mariso, Samósio e Tísia à época da conquista húngara da bacia dos Cárpatos em torno de 900, segundo a crônica Feitos dos Húngaros escrita após 1150 por um autor não identificado, referido como Anônimo. Os historiadores debatem se era um governante real ou personagem ficcional criada pelo autor, pois a fonte relata várias figuras, incluindo Menumoruto, que não são identificadas noutras fontes primárias, e não nomeia nenhum dos inimigos dos invasores húngaros registrados em outros relatos contemporâneos à invasão. Segundo Anônimo, o ducado de Menumoruto foi povoado primariamente por cazares e sículos, e ele reconheceu a suserania do imperador bizantino (não nomeado) reinante à época.
Na historiografia romena, o consenso descreve Menumoruto como um dos três governantes romenos que tentaram resistir à conquista magiar das regiões intra-Cárpatos da atual Romênia. Segundo a Feitos, os magiares sitiaram e capturaram a fortaleza de Menumoruto em Biharia, e forçaram-o a dar sua filha em casamento a Zaltas, filho do grão-príncipe da Hungria Arpades. A crônica afirma que Menumoruto morreu cerca de 906 e foi sucedido por seu genro.

## Antecedentes

### História precoce dos magiares

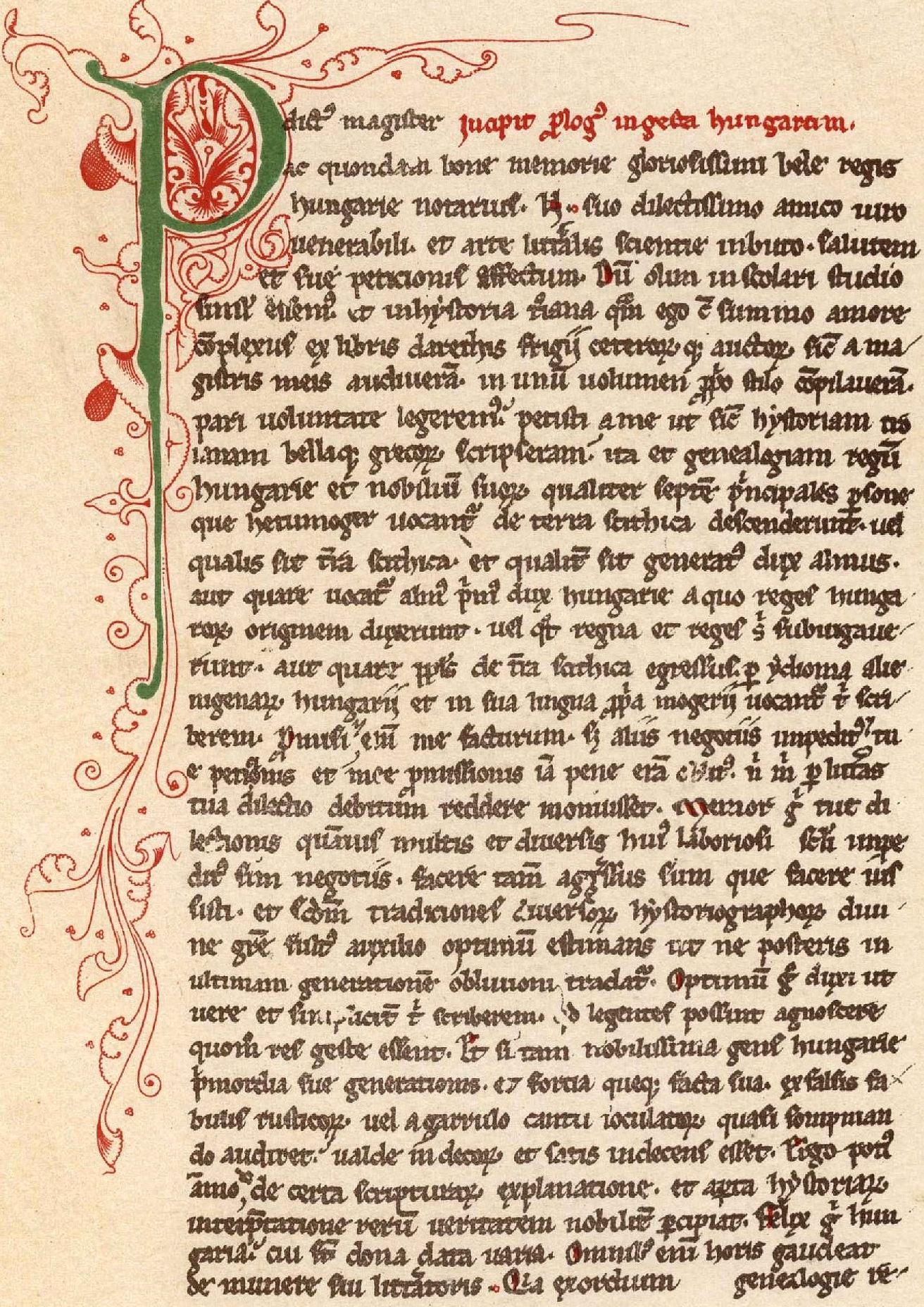
Frontispício do única manuscrito preservado dos Feitos dos Húngaros

A fonte mais importante da história precoce dos magiares é a Sobre a Administração Imperial escrita pelo imperador Constantino VII (r. 913–959) cerca de 952. Segundo o imperador, os magiares "viveram junto com" os cazares "por três anos, e lutou na aliança" com eles por algum tempo incerto. O texto sugere que os magiares foram certa vez sujeitos ao Grão-Canato Cazar, o poder dominante das terras entre os rios Dniepre e Volga, mas historiadores modernos debatem se a submissão durou apenas alguns anos, como o imperador afirma, ou se foi um longo período. Na mesma área, 3 ou 4 variantes locais da cultura arqueológica Saltovo-Maiaqui, que representa grupos seminômades, emergiu nas regiões ocidentais das estepes da Eurásia na segunda metade do século VIII.
A luta interna e o ataques as tribos vizinhas causou o declínio do grão-canato no começo do século IX. Os magiares estavam entre os povos súditos dos cazares que os sucederam, assentando nas estepes pônticas ao norte do mar Negro. Segundo Constantino, os cábaros, que "foram dessa raça" dos cazares também rebelaram-se contra o grão-canato e uniram-se aos magiares. Esse evento ocorreu antes de 881, pois naquele ano os magiares e os cábaros invadiram a Frância Oriental, segundo versão mais longa dos Anais de Salzburgo. Os magiares também intervieram na guerra entre a Bulgária e o Império Bizantino em nome do último cerca de 894. Os búlgaros formaram uma aliança com os pechenegues, que morava nas terras a leste dos magiares, e eles invadiram conjuntamente as estepes pônticas e derrotou os magiares, forçando-os a mover à bacia dos Cárpatos em busca de uma nova terra.
Sua conquista da bacia dos Cárpatos é o principal assunto dos Feitos dos Húngaros. Os Feitos foram escritos após 1150 por um autor não identificado, que é referido como Anônimo nas obras modernas. Ele escreve primeiramente sobre as batalhas magiares com seis governantes locais, incluindo Menumoruto, que não são citados em outros anais ou crônicas. Por outro lado, Anônimo não escreveu de Zuentibaldo I da Morávia e Luitpoldo da Baviera, e outros governantes locais cujas lutas com os conquistadores magiares foram descritas nas fontes do final do século X ou começo do século X.

### Crisana às vésperas da conquista húngara

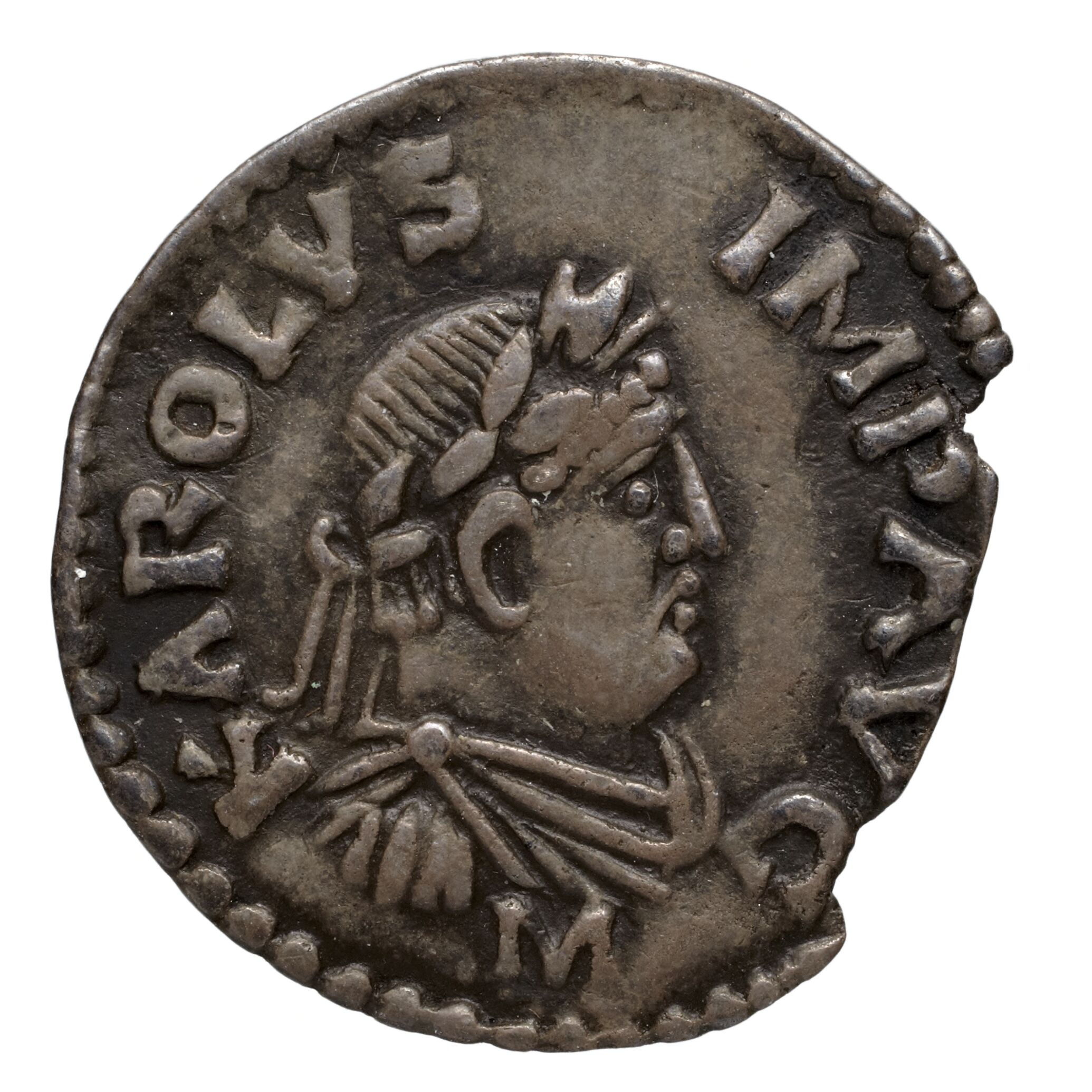
Dinheiro de Carlos Magno r.

Sítios tumulares desenterrados em Valea lui Mihai e outros locais entre o Ier contendo restos de cavalhos mostra que os avares assentaram em Crisana pouco após sua chegada na bacia dos Cárpatos em 567. Contudo, algumas selas decoradas com grifos e gavinhas ou outras características desse tipo do artesanato avar tardio foram encontradas na mesma região. Um distinto grupo de elevações tumulares, ou mamoas — os chamados cemitérios "Nuşfalau-Someşeni" — aparecem nas terras que fazem fronteira com cemitérios "avares tardios" no século VIII. Em contraste com os avares, que praticaram inumação, as populações usando esses cemitérios cremaram seus mortos. Os cemitérios "Nuşfalau-Someşeni" mostram similaridades com alguns dos territórios eslavos orientais, mas renderam itens similares a exemplos desenterrados em sítios eslavos ocidentais e em selas "avares tardias".
O poder dos ávaros colapsou após Carlos Magno e seus comandantes lançaram uma série de campanhas contra as regiões ocidentais da bacia dos Cárpatos entre 788 e 803. Contudo, grupos avares sobreviveram à destruição de seu império: Reginão de Prum escreveu que os magiares primeiro "percorreram as terras selvagens dos panônios e avares" na bacia dos Cárpatos após sua fuga das estepes pônticas. Segundo o historiador András Róna-Tas, essas regiões selvagens dos avares (solitudo Avarorum) estavam situadas nas planícies junto dos rios Tísia e Danúbio, incluindo Crisana.
O colapso do Grão-Canato Avar permitiu o desenvolvimento da Grande Morávia, um entidade eslava que emergiu na região do médio Danúbio. Zuentibaldo da Morávia, que reinou de 870 e 894, expandiu sua autoridade sobre uma ampla região. O Império de Zuentibaldo incluía Crisana, segundo o historiador Gyula Kristó, pois quando Constantino VII fez referência a "Grande Morávia, a não batizada" descreve os rios Tibisco, Mariso, Crísio, Tísia e Tutis como dentro de seu território. O arqueólogo Alexandru Madgearu rejeita a teoria de Kristó, pois nenhum achado arqueológio do final do século IX evidencia a influência morávia em Crisana.
Os búlgaros também se beneficiaram da queda do Grão-Canato Avar. Um dos comandantes militares de Omurtague (r. 815–831) se afogou no Tísia, mostrando que ele tentou expandir sua autoridade em direção ao rio. Os búlgaros se aliaram com os francos e invadiram a Morávia em 863 e 883. Com base nas fontes de cerca de 870, o estudioso persa Gardizi escreve sobre dois povos, nandarinos e mirdatas, cujas terras estavam separadas a 10 dias de viagem. Os historiadores István Bóna e György Györffy identificam os nandarinos como búlgaros (pois nándor era um exônimo húngaro para os búlgaros), e os mirdatas domo morávios. Se suas identificações são válidas, a distância entre a Bulgária e Morávia era de aproximados 250 a 300 quilômetros em cerca de 870.

## Narrativa de Anônimo

### Menumoruto e seu ducado

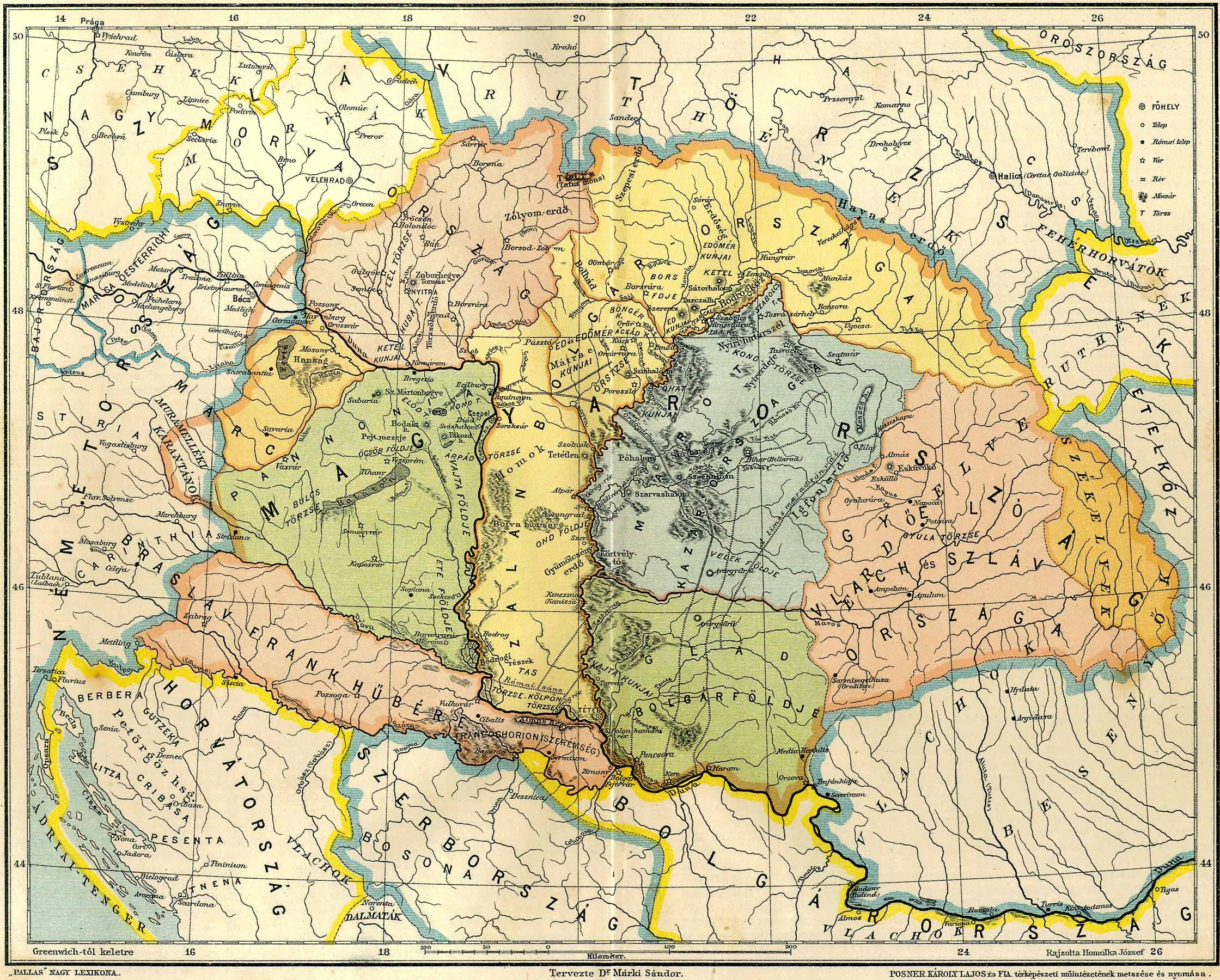
Ducado de Menumoruto" (Terra dos Cazares) num mapa húngara da década de 1890 com base nos Feitos dos Húngaros

Menumoruto governou uma área cercada pelos rios Tísia, Mariso, Samósio e a floresta Ígifo à época da invasão magiar segundo os Feitos dos Húngaros. Anônimo também escreve que "as pessoas que são chamadas cozares", identificados pelos historiadores com os cazares, habitaram esse reino junto com os sículos. A principal fortaleza de Menumoruto localizava-se em Biharia por Anônimo. Uma antiga fortaleza medieval foi encontrada ali, e alguns estudiosos (incluindo Sălăgean) associam-a com a capital de Menumoruto, embora outros (por exemplo, Florin Curta) argumentam que nada prova que a fortaleza foi construída antes do século X. Anônimo escreveu que Menumoruto foi o neto de um "príncipe Marot" (cujo foi derivada do antigo exônimo húngaro para os morávios), que ele afirma que foi governante de Crisana nos tempos de Átila, o Huno. Segundo os Feitos, Menumoruto comunicou "com altivez de um coração búlgaro" com os emissários magiares, informando-os que "o imperador de Constantinopla" era seu senhor.
Os Feitos descrevem Menumoruto como um poligamista, afirmando que "tinha muitas concubinas". Anônimo inclusive sugeriu que o nome de Menumoruto esteve conectada com a palavra húngara para garanhão (mén), devido a sua natureza mulherenga. Segundo o historiador Neagu Djuvara, o nome de Menumoruto é uma forma húngara de um nome próprio túrquico (possivelmente búlgaro).

### Conquista húngara
Os magiares entraram na bacia dos Cárpatos através do norte, segundo os Feitos dos Húngaros. Após conquistar a região nordeste, seu líder, o grão-príncipe Arpades, enviou dois emissários, Osbo e Valeces, para Menumoruto exigindo "o território do rio Samósio à fronteira de Nyírség, acima das Portas de Meseș". Menumoruto recebeu os emissários de Arpades amigavelmente, mas recusou-se a ceder, alegando que o imperador bizantino conferiu-lhe o governo sobre a terra. Osbo e Valeces retornaram a Arpades e informaram-lhe da recusa de Menumoruto.
Arpades enviou três comandantes, Tas, Zobole e Tétény para invadir o ducado de Menumoruto, segundo Anônimo. Eles cruzaram o Tísia "no vau de Lád" e marcharam em direção a Samósio. Pararam num lugar próximo da futura vila de Szabolcs, onde "quase todos os habitantes da terra renderam-se a sua própria vontade", dando seus filhos como reféns. Menumoruto não ousou lançar um contra-ataque, pois mais e mais dos seus súditos voluntariamente se entregaram aos magiares. Sob ordens de Zobole, uma fortaleza de terra foi construída e nomeada em sua homenagem e três comandantes magiares foram "nomeados dentre os habitantes da terra", enquanto ela foi ocupada por guerreiros magiares sob comando de um tenente.
Depois disso, Anônimo continua, uma divisão do exército magiar avançou para os Portões de Mezeş, sob o comando de Zobole e Tas, e ocupou a fortaleza de Satu Mare, enquanto uma segunda divisão, liderada por Tétény, "conquistou muitas de pessoas" no Nyírség. As duas divisões se reuniram nos Portões de Mezeş, onde "os habitantes da terra construíram portões de pedra e um grande obstáculo de árvores" de acordo com as ordens dos líderes magiares de defender as fronteiras de suas terras recém conquistadas. Anônimo enfatiza que os três comandantes magiares estavam muito orgulhosos de que "haviam submetido quase todas as nações" do ducado de Menumoruto. Tas e Zobole decidiram retornar a Arpades, "subjugando todo o povo do rio Someș ao rio Criș" em seu caminho. Menumoruto estava neste momento planejando escapar para o Império Bizantino, mas seus guerreiros impediram que Zobole e Tas cruzassem os Criş em Szeghalom, forçando os magiares a se retirarem temporariamente.
Após a primeira campanha contra Menumoruto, os magiares lutaram com Salano (que era o senhor das terras entre o Tísia e o Danúbio), com os boêmios, e com Glado (o senhor do Banato), e conquistou a Panônia, de acordo com o Feitos. Arpades mais uma vez enviou Osbo e Valeces, à frente de um novo exército, contra as terras remanescentes de Menumoruto após o nascimento de seu filho, Zaltas. Osbo e Valeces cruzaram o Tísia e pararam no rio Kórógy, onde os sículos, "que antes eram os povos de Átila, de acordo com Anônimo, voluntariamente se juntaram a eles. Seus exércitos unidos atravessaram o Criş e acamparam nas margens de um de seus afluentes. Sua chegada assustou Menumoruto, que deixou "uma série de guerreiros" em Biharia e "partiu com sua esposa e filha aos arvoredos" do Bosque Igyfon. Osbo e Valeces cercaram Biharia, que foi defendida por "guerreiros reunidos de diversas nações", por doze dias. Durante o cerco, vinte magiares, quinze guerreiros sículos e 125 soldados de Menumoruto foram mortos. No 13º dia, depois que os sitiantes fizeram preparativos para colocar as escadas na parede, os defensores decidiram se render e abriram os portões da fortaleza.
Tendo sido informado da queda de sua capital, Anônimo continua, Menumoruto se rendeu e concordou em dar sua filha em casamento a Zaltas. Arpades aceitou a oferta, permitindo que Menumoruto continuasse seu governo sobre Biharia até o fim de sua vida. Arpades "deu o condado de Zarando" a Veleces, e a fortaleza de Vesprim a Osbo, em recompensa por seus serviços durante a guerra contra Menumoruto. Menumoruto "morreu sem um filho" não muito antes de 907, deixando "todo o seu reino em paz" para seu genro, Zaltas.

## Historiografia
Menumoruto é um dos oponentes dos magiares conquistadores, mencionado apenas nos Feitos. Na historiografia romena, é considerado um dos duques valáquios, ou romenos, cujo papel nos Feitos prova a existência de comunidades romenas na Bacia dos Cárpatos, na virada dos séculos IX e X. Por exemplo, os historiadores Ioan-Aurel Pop e Tudor Sălăgean escrevem que romenos e eslavos (e possivelmente ávaros) habitavam o ducado de Menumoruto, bem como os cazares e sículos que Anônimo explicitamente menciona, porque outro capítulo dos Feitos lista os "eslavos, búlgaros, valáquios e os pastores dos romanos" entre os povos que habitam a Bacia dos Cárpatos cerca de 900. Os dois historiadores também concordam que Menumoruto aceitou a suserania do imperador bizantino. Pop escreve que as campanhas bizantinas de sucesso na Ásia Menor e no Sul da Itália mostram que os imperadores da dinastia macedônica desejavam restaurar o Império Romano no final do século IX e início do X; e os Feitos também se referem a uma intervenção bizantina em nome de Salano contra os magiares na Bacia dos Cárpatos. Por outro lado, Victor Spinei afirma que quaisquer ligações políticas entre Menumoruto e os imperadores eram impossíveis no final do século IX, e que a observação de Anônimo da sujeição de Menumoruto ao imperador deveria ser interpretada como uma referência à fé ortodoxa de Menumoruto. De acordo com Sălăgean, era "provavelmente um cristão", mesmo que os Feitos o descrevessem como um polígamo. Sălăgean também escreve que a assembleia geral realizada por sete condados localizados entre o Someș e Tísia e os Portões de Mezeş em 1279 "reviveu a antiga estrutura" do país de Menumoruto. Kristó observa que não existiam grupos regionais estáveis de condados, porque a seguinte assembleia geral da mesma região foi realizada apenas por cinco condados em 1291. Em vez de identificar Menumoruto como um governante romeno, o historiador Kevin Alan Brook escreveu que Menumoruto era um governante cábaro, de uma dinastia estabelecida por seu avô, Moruto.
Muitos historiadores debatem a confiabilidade dos relatórios do Gesta sobre Menumoruto e os outros oponentes dos magiares que não são nomeados noutras fontes primárias.  Kristó escreve que Anônimo, que tinha pouca informação sobre as condições reais da Bacia dos Cárpatos em torno de 900, só podia se voltar "para uma coisa quando delineou a história da conquista húngara: sua própria imaginação" e György Györffy diz que Menumoruto foi uma das figuras que Anônimo inventou e nomeou a partir de um local. A existência de duas aldeias nomeadas "casa de Moruto" (em húngaro: Marótlaka) e um clã de Moruto no Condado de Bihar no século XIII é bem documentada, provando que pelo menos um Moruto havia se estabelecido nesta região. Carlile Aylmer Macartney escreve que a maioria dos eventos que os Feitos mencionam em conexão com Menumoruto são "uma simples repetição, com variantes" da história de Salano na mesma crônica, mostrando que Anônimo "tinha pouco material sobre o qual trabalhar" ao escrever sobre Menumoruto. O historiador Ryszard Grzesik diz que Menumoruto "nunca existiu e nunca governou Bihar", mas "não era uma pessoa inventada". Ele escreve que o nome Menumoruto derivava do adjetivo turco ménü ("grande") e do exônimo húngaro dos morávios, marót, assim diz que Menumoruto era a "personificação" do Zuentibaldo I da Morávia.